# Bezzia africana
Bezzia africana är en tvåvingeart som beskrevs av Ingram och John William Scott Macfie 1923. Bezzia africana ingår i släktet Bezzia och familjen svidknott. Inga underarter finns listade i Catalogue of Life.